# Wild- und Erlebnispark Ferleiten
Koordinaten: 47° 10′ 7,8″ N, 12° 48′ 50,3″ O
Der Wild- und Erlebnispark Ferleiten befindet sich am Fuße der Großglockner Hochalpenstraße, im österreichischen Bundesland Salzburg. Ferleiten gehört zur Gemeinde Fusch an der Großglocknerstraße, gelegen im Pinzgau. Der Erlebnispark erstreckt sich über eine Fläche von 20 Hektar und bietet über 40 Erlebnisspielmöglichkeiten. Der Wildpark ist 15 Hektar groß und beheimatet über 200 Tiere aus rund 40 Tierarten.

## Geschichte
Man versuchte den Namen Ferleiten auf verschiedene Arten zu erklären. Bereits 1272 wurde der Name „Verlatten“ als Begriffsbezeichnung für Sennhütte (Schwaige) erstmals verwendet. Ferleiten war eine Doppelschwaige, die hochfürstlich war und jährlich 600 kleine Käse leisten musste. Ein weiterer Versuch zur Begriffsklärung erfolgte in einem Reisebuch von Reichl, Berlin 1845. Ferleiten wurde darin als „die gefährliche Leiter“ gedeutet. Die eigentliche Bedeutung stammt aber vom Wortlaut „Läuten“, da in früherer Zeit für Tauernwanderer bei Nebel geläutet wurde sowie Geräusche erzeugt wurden, um den Wanderern die Orientierung zu erleichtern.:177–179
Bis 1900 führte nach Ferleiten nur ein Alpweg. Im Jahre 1903 wurde eine Straße gebaut, die geringe Verkehrsmengen bewältigen konnte. Zu einer leistungsfähigen Gebirgsstraße wurde sie erst in den Jahren 1931 bis 1935 im Zuge des Baus der Großglocknerstraße ausgebaut.:177–179
Da die Landwirtschaft mit einer Größe von 15 Hektar nicht besonders ertragreich war, wurde an eine Umwidmung in eine Wildparkanlage gedacht. Im Herbst 1979 wurde mit der Wegtrassierung sowie mit dem Bau der ersten Gehege für Rot-, Dam-, Stein- und Muffelwild begonnen. Ebenfalls wurde die erste Teichanlage angelegt und mit heimischen Enten und Fischen besetzt. Ab diesem Zeitpunkt wurde die Anlage jährlich durch neue Gehege und Volieren erweitert. Heute leben im Wildpark Ferleiten über 200 Tiere und 40 verschiedene Arten. Laut EU-Verordnung ist der Wildpark ein Zoo der Kategorie B und als solcher genehmigt.

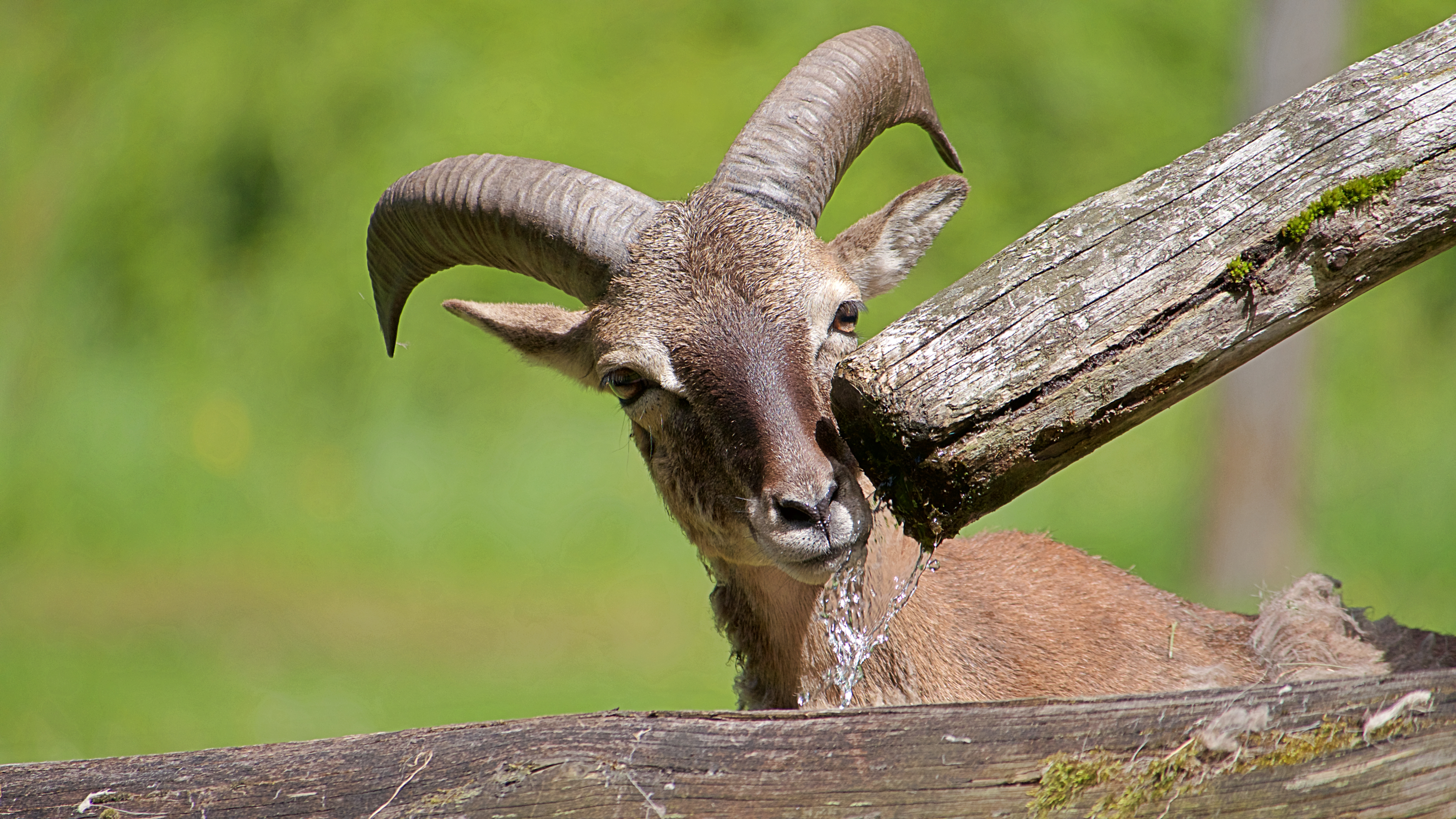
Mufflon

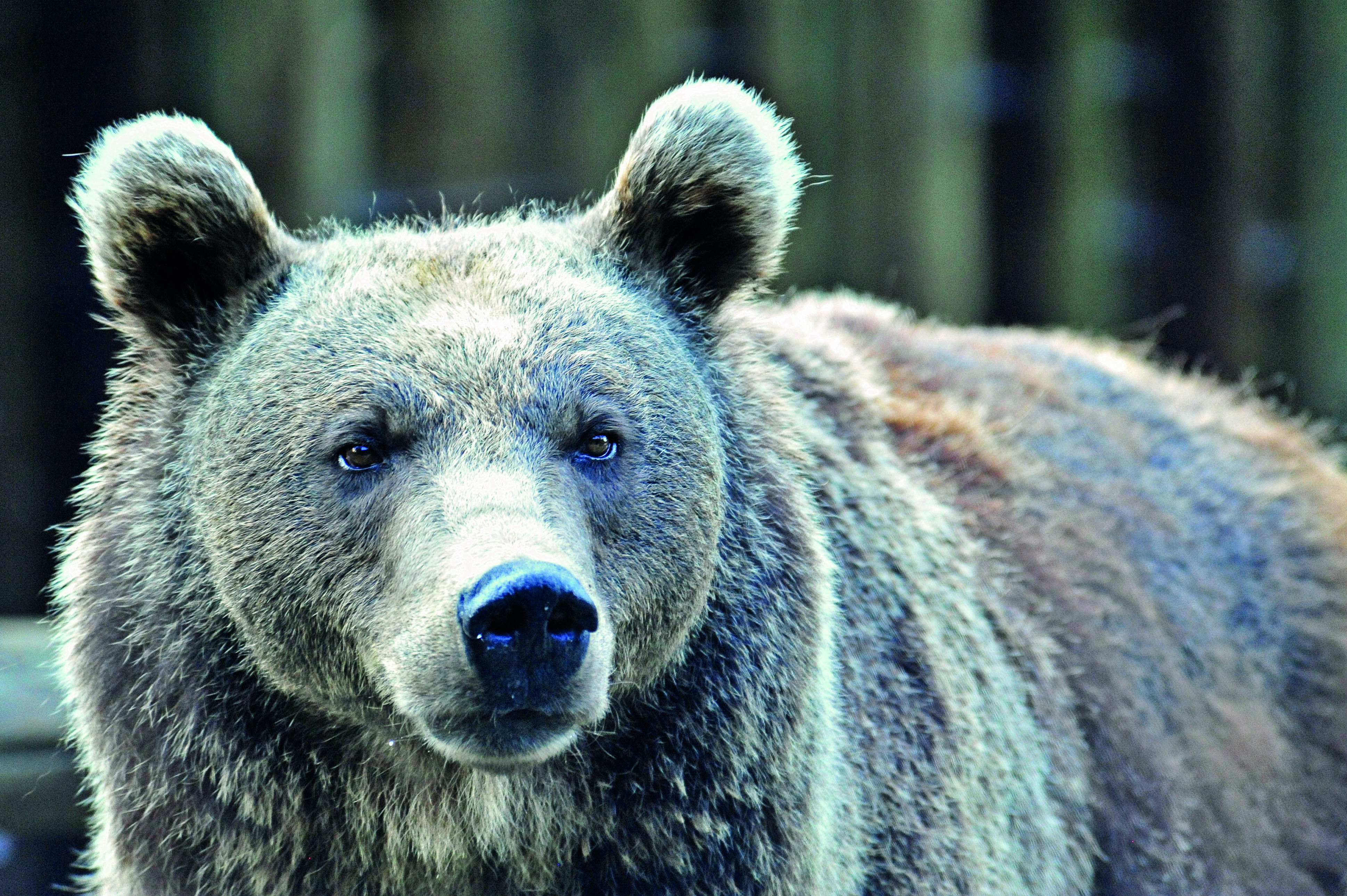
Braunbär

Im Jahr 2010 wurde die Idee des Nationalparks, ein Haus der Fische im Wildpark zu errichten, verwirklicht. Im August 2011 wurde die Ausstellung „Leben unter Wasser“ nach einjähriger Bauzeit von Landesrätin Tina Widmann eröffnet. Inhalt der Ausstellung ist das Leben in Fließ- und Stillgewässern des Hochgebirges. Neben interaktiven Ausstellungsstücken und einem Kino nehmen der gläserne Bergsee und die Bergbachaquarien mit lebenden Fischen die Besucher mit unter die Wasseroberfläche und informieren über diesen Hochgebirgslebensraum.

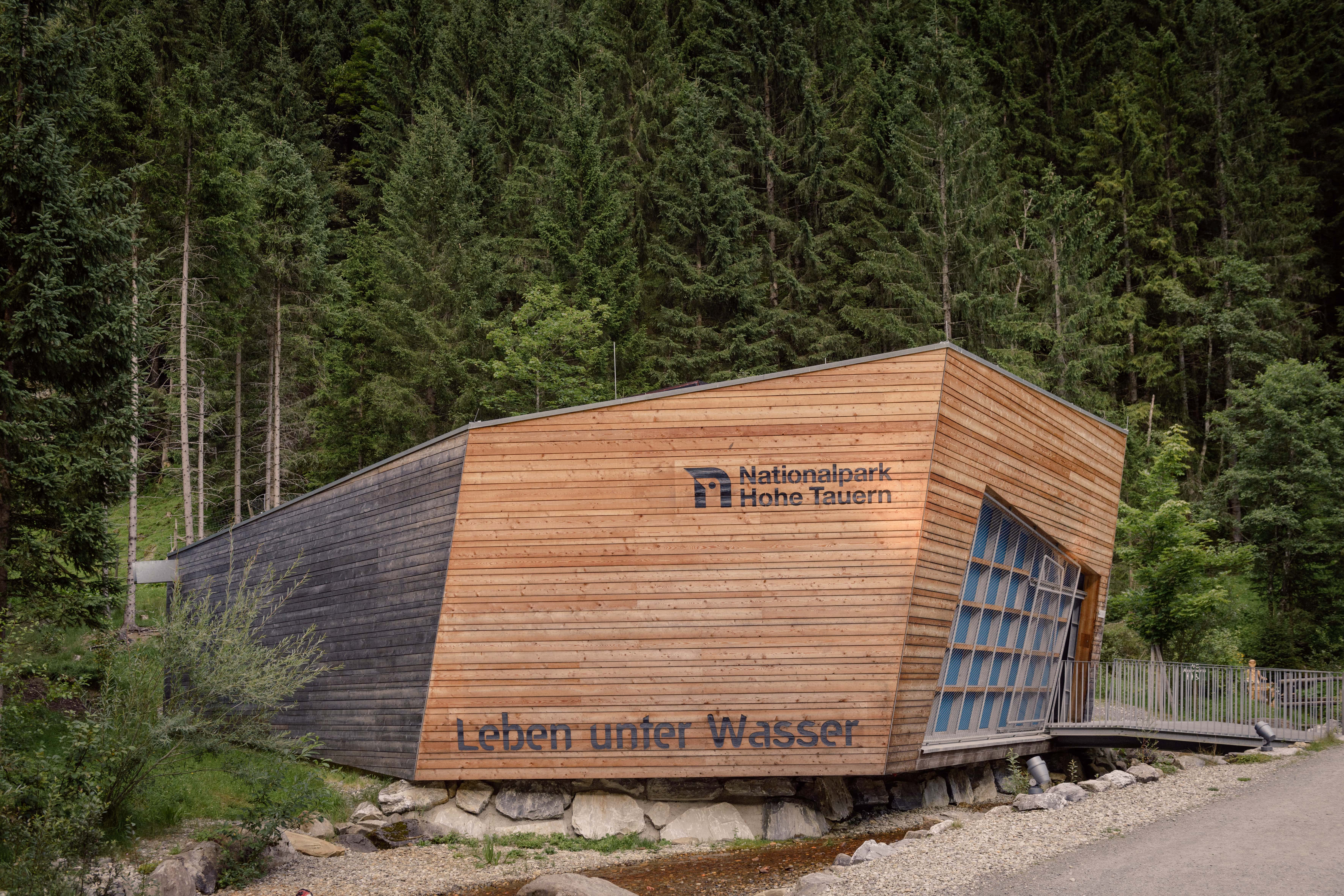
Ausstellungspavillon Leben unter Wasser

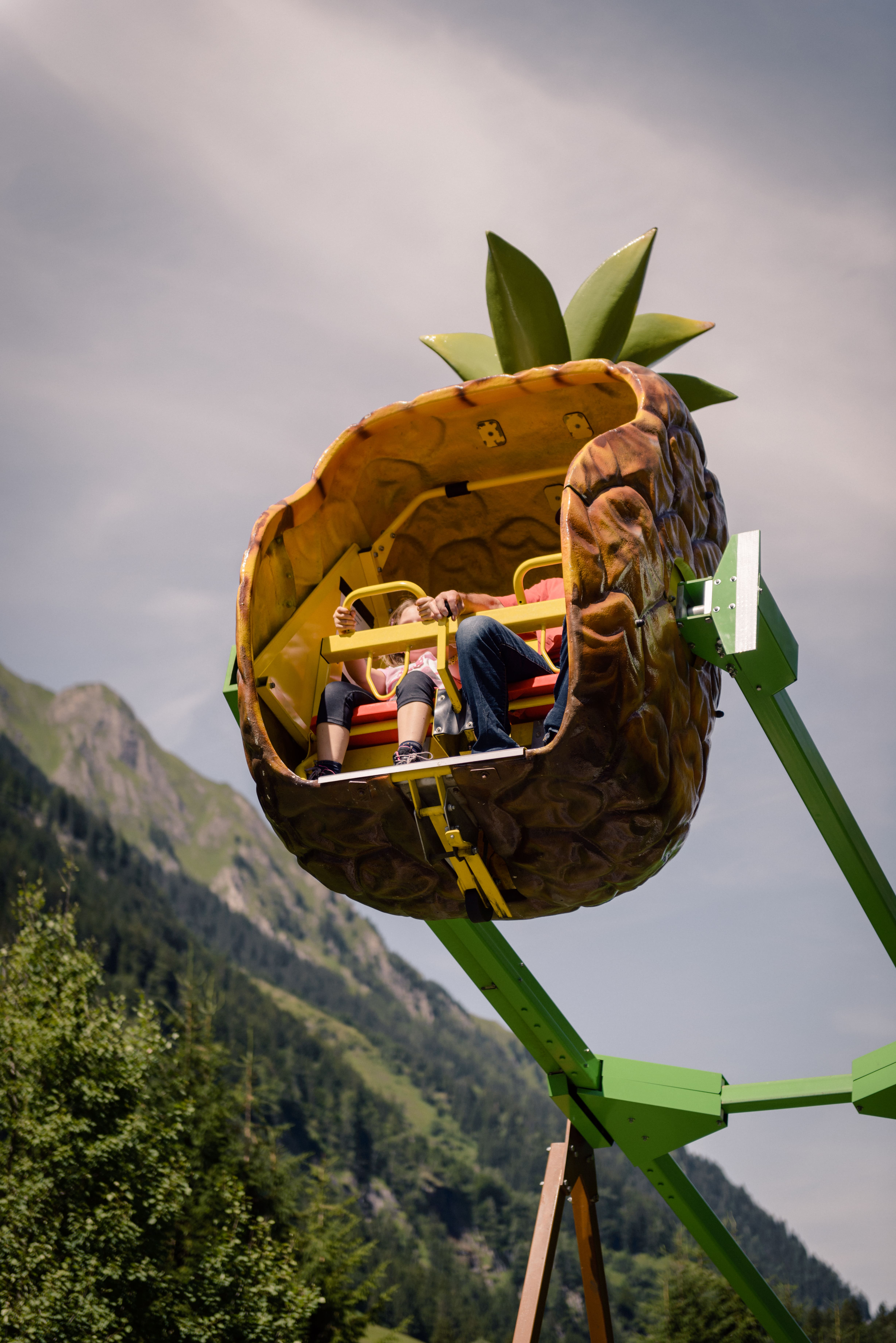
Überschlagsschaukel

Ebenfalls konnte durch zahlreiche Investitionen aus einem anfänglich kleinen Kinderspielplatz ein Freizeitpark errichtet werden, welcher immer wieder erweitert wird.
Der Gasthof Lukashansl wurde 1874 vom Brucker Gastwirt Johann Mayr erbaut. Bekannt und berühmt war um 1900 die „Schwarze Marie“, eine Wirtschafterin, die durch ihre Umsichtigkeit und Behändigkeit Erstaunliches leistete und dadurch immer eine tüchtige Stütze des Geschäftes beim Gasthof Lukashansl war. Früher verfügte der Gasthof über 40 Zimmer mit 70 Betten sowie über einen Speisesaal mit daranstoßender Glasveranda und ein Lesezimmer. Auch der König von Bulgarien oder Hugo von Hofmannsthal besuchten Ferleiten jährlich.:179
Im Jahr 1980 wurde der alte Gasthof geschlossen und noch im selben Jahr die bis zum heutigen Tag bestehende Wildpark-Alm eröffnet. Am 1. Januar 1987 übernahm Georg Mayr-Reisch dann den Betrieb von Elfriede Mayr.